# Торрепадре
Торрепадре (ісп. Torrepadre) — муніципалітет в Іспанії, у складі автономної спільноти Кастилія-і-Леон, у провінції Бургос. Населення — 83 особи (2010).
Муніципалітет розташований на відстані близько 180 км на північ від Мадрида, 39 км на південний захід від Бургоса.
На території муніципалітету розташовані такі населені пункти: (дані про населення за 2010 рік)
- Онторія-де-Ріофранко: 0 осіб
- Ретортільйо: 0 осіб
- Торрепадре: 83 особи

## Демографія
Динаміка населення (INE ):